# Krzysztof Coriolan

0siedle Celina – Forma przestrzenna, z Marianem Boguszem, Sympozjum Plastyczne Wrocław '70, kolekcja MWW

Forma przestrzenna bez tytułu, z Marianem Boguszem i Henrykiem Gałą, Sympozjum Plastyczne Wrocław '70, kolekcja MWW

Krzysztof Coriolan (ur. 6 maja 1938 r. we Włocławku) – polski prozaik i poeta.
Ukończył liceum ogólnokształcące. Od 1948 r. mieszkał we Wrocławiu. Debiutował w 1956 na łmach tygodnika "Poglądy" (Katowice) jako poeta. Jeden z założycieli grupy literackiej "Dlaczego nie". Uczestnik Sympozjum Plastycznego Wrocław ’70 (w zespole Mariana Bogusza).

## Twórczość
- 1965 – Muzyka w drewnie (poezje)
- 1968 – Szybkobiegacze (opowiadania)
- 1975 – Wielka zabawa (poezje)
- 1986 – Zaczepy i branie (opowiadania)